# Henri de Nesmond
Pour les articles homonymes, voir De Nesmond.
Henri de Nesmond, né à Bordeaux le 27 janvier 1655 et mort à Toulouse le 27 mai 1727, est un homme d'Église français, évêque de Montauban et archevêque d'Albi et de Toulouse.

## Biographie

### Origines et famille
Henri de Nesmond est issu de la famille de Nesmond. Originaire de Bordeaux, cette famille donne plusieurs présidents au Parlement de Bordeaux et un président du Parlement de Paris.
Son père est Henri de Nesmond (v.1600- ap.1651) président du parlement de Bordeaux et sa mère Marie Tarneau. Il est le 3e de leurs 6 enfants :
- Pierre de Nesmond, président aux requêtes du Palais à Bordeaux ;
- André de Nesmond (1641-1702), Lieutenant général des armées navales ;
- Henri de Nesmond.

Il est également le cousin de François de Nesmond l'évêque de Bayeux

### Carrière ecclésiastique
Henri de Nesmond effectue ses études à l'université de Paris où il obtient sa maîtrise ès arts en 1676 sa licence en théologie en 1682 et son doctorat en juillet de la même année. Il est également ordonné en 1682. Il se fait une réputation de prédicateur après avoir prêché pendant le carême et  l'avent à la cour. Il est  pourvu en commende de l'abbaye Saint-Pierre de Chézy dans le diocèse de Soissons en 1682 par résignation de son cousin l'évêque de Bayeux Il est désigné comme évêque de Montauban dès 1687 mais il administre le diocèse comme vicaire capitulaire jusqu'en octobre 1692 et il est consacré le 24 mai suivant par Charles-Antoine de La Garde de Chambonas.
En août 1703 il est transféré à l'archevêché  Albi et confirmé le 12 novembre dans son nouveau diocèse il fait preuve de douceur vis-à-vis des calvinistes de l'albigeois. Conseiller au parlement de Toulouse en 1695, Il est enfin promu archevêque de Toulouse en novembre 1719 lors du transfert de René François de Beauvau du Rivau à l'archevêché de Narbonne et il est confirmé le 14 janvier 1722. En 1712 il reçoit en commende l'abbaye du Mas-Grenier et à sa mort il lègue sa fortune aux Hôpitaux.
D'après d'Alembert, « son revenu était réellement celui des pauvres ; il le partageait avec eux, ou il le leur abandonnait. [...] Ses discours et ses sermons brillent peu par des qualités littéraires ; ils sont en général écrits négligemment ; ils ne manquent pas néanmoins d'une certaine simplicité et d'une certaine grâce noble particulières aux hommes du monde qui se piquent de belles-lettres. »

### Académicien
Il est élu membre de l'Académie française en 1710 au fauteuil de Esprit Fléchier et mainteneur de l'Académie des Jeux floraux en 1721.

## Publications
- Discours et sermons (1734)
- Œuvres de Monsieur de Nesmond, archevêque de Toulouse, de l'Académie française (1754)

### Sources et bibliographie
- Tyrtée Tastet, Histoire des quarante fauteuils de l'Académie française depuis la fondation jusqu'à nos jours : 1635-1855, vol. I, Paris, Comptoir des imprimeurs-unis, Lacroix-Comon, éditeur, 1855, 411, 524, 557 et 662 (BNF 37282584, lire en ligne)
- abbé Camille Daux, Histoire de l'Église du diocèse de Montauban, 1882
- Marcel Maurières (dir.) et Georges Passerat (dir.), 800 auteurs, dix siècles d'écriture en Tarn-et-Garonne : dictionnaire bio-bibliographique, Montauban, Bibliothèque centrale de prêt, 1992, 343 p. (ISBN 2-9502811-3-3 et 978-2-9502811-3-5, OCLC 30158451, BNF 35518637)